# پوتسهنه
پوتسهنه (به آلمانی: Potzehne) یک منطقهٔ مسکونی در آلمان است که در گراده‌لگن واقع شده‌است. پوتسهنه ۲۷۵ نفر جمعیت دارد.